# Storrentjärnen
Storrentjärnen är en sjö i Skellefteå kommun i Västerbotten och ingår i Åbyälvens huvudavrinningsområde. Storrentjärnen ligger i Åbyälven Natura 2000-område.